# ユース・ラグーン
ユース・ラグーン（Youth Lagoon、1989年3月18日 - ）は、アメリカの音楽家トレヴァー・パワーズ のステージ名である （カリフォルニア州サンディエゴ出身、アイダホ州ボイシ育ち）。  パワーズは、2010年よりユース・ラグーンとして活動している。  彼のデビュー・アルバム『The Year of Hibernation』は、2011年9月27日にファット・ポッサム・レコーズより発表された。 このデビュー・アルバムは、心理的不安や精神的苦痛といった主題を探求したもので、ミニマリズムと催眠雰囲気を基調としていた。  パワーズの音楽は、アメリカーナと実験音楽を混ぜ合わせたものに、印象と電子音の要素を加えたものと特徴づけることができる。 ユース・ラグーンは、アイダホ州ボイシを拠点としている。
パワーズは、2013年3月5日に2枚めのアルバム『Wondrous Bughouse』を、ファット・ポッサム・レコーズより世界展開で発表した。このアルバムは、「より人間の精神に魅了されること、そして霊的なものが物質世界と出会うところ」から生じたものと彼は説明している。 パワーズは、形而上学的宇宙というものに好奇心をそそられながら、そうした主題とポップ・ミュージックを融合させて作曲を行なった。 

## ディスコグラフィー
- 『The Year of Hibernation』（2011）
- 『Wondrous Bughouse』（2013）
- 『Savage Hills Ballroom』（2015）